# Disca paulum
Disca paulum là một loài bướm đêm thuộc họ Erebidae. Nó được tìm thấy ở giữa-miền tây Thái Lan.
Sải cánh dài 11–12 mm. Cánh trước khá rộng. Cánh dưới màu nâu hơi xám.